# Эйвазов, Вилаят Сулейман оглы
Вилаят Сулейман оглы Эйвазов (азерб. Vilayət Süleyman oğlu Eyvazov; род. 28 июня 1968, Джульфинский район, Нахичеванская АССР, Азербайджанская ССР, СССР) — азербайджанский государственный и политический деятель. Министр внутренних дел Азербайджана (с 20 июня 2019 года). Генерал-полковник.

## Биография
Эйвазов Вилаят Сулейман оглы родился 28 июня 1968 года в селе Абрагунис Джульфинского района. В 2000 году с отличием окончил Полицейскую академию МВД Азербайджанской Республики.
Прошёл срочную военную службу в рядах Вооружённых сил. С ноября 1994 года служит в органах внутренних дел. Начав свою деятельность в органах внутренних дел как полицейский, служил на разных должностях в структуре уголовного розыска,  заместителем начальника отдела в Главном управлении уголовного-розыска МВД Азербайджана.
С 2001 по 2005 год работал заместителем начальника и начальником Главного управлении по борьбе с организованной преступностью.
Распоряжением №753 Президента Азербайджанской Республики от 14 апреля 2005 года был назначен заместителем министра внутренних дел Азербайджанской Республики.
Распоряжением президента Азербайджанской Республики от 20 июня 2019 года был освобождён от занимаемой должности заместителя министра внутренних дел и другим распоряжением был назначен министром внутренних дел Азербайджана.
Президент Федерации стрельбы Азербайджана (с 15 декабря 2021).

## Звания, награды и премии
Был удостоен различных наград за плодотворную деятельность в деле борьбы с преступностью, защиты государственной Конституции и государственного устройства, в обеспечении безопасности.
Указом Президента Азербайджанской Республики от 30-го июня 2002 года был награждён орденом «Азербайджанское знамя».
Распоряжением Президента Азербайджанской Республики в 2004 году ему было присвоено специальное звание генерал-майора полиции, а в 2006 году — специальное звание генерал-лейтенанта полиции. Распоряжением Президента Азербайджанской Республики №1299 в 2019 году присвоено высшее воинское звание генерал-полковника.
Распоряжением Президента Азербайджанской Республики от 1 июля 2014 года за отличие в борьбе с преступностью, охране общественного порядка и выполнении специальных заданий награждён орденом «За службу Отечеству» II степени.
Протокольным решением Совета Глав Государств СНГ от 17 июля 2017 года Вилаят Эйвазов был удостоен Грамоты Содружества Независимых Государств за активную работу по укреплению и развитию Содружества Независимых Государств.
Распоряжением Президента Азербайджанской Республики от 29 июня 2018 года по случаю 100-летнего юбилея создания азербайджанской полиции и за особые заслуги в обеспечении общественной безопасности и порядка, борьбе с преступностью в Азербайджанской Республике, отличие при выполнении поставленных задач награждён орденом «За службу Отечеству» I степени.
Распоряжением Президента Азербайджанской Республики от 9 декабря 2020 года за высокий профессионализм при управлении боевыми операциями во время освобождения территорий и восстановления территориальной целостности Азербайджанской Республики, а также за мужество и отвагу при несении военной службы был награждён орденом «Победа».

## Личная жизнь
Женат. Трое детей.